# Wartburgs voetbalkampioenschap 1915/16
In 1915/16 werd het eerste Wartburgs voetbalkampioenschap gespeeld, dat georganiseerd werd door de Midden-Duitse voetbalbond. De competitie werd in het voorjaar van 1914 opgericht en er zou dan ook al een competitie plaatsgevonden hebben, waarvan geen resultaten bekend zijn. In 1914/15 gooide de Eerste Wereldoorlog roet in het eten. In april 1915 werd wel beslist om een competitie te organiseren, maar ook hier zijn geen gegevens bewaard gebleven of dit ook effectief is doorgegaan. 
Wacker Gotha werd kampioen en plaatste zich zo voor de Midden-Duitse eindronde. De club versloeg SpVgg 02 Erfurt met 3:0 en verloor dan met 0:1 van Hallescher BC Borussia 02. 

## 1. Klasse
| Plaats | Club                        | Wed.           | W              | G              | V              | Saldo          | Ptn.           |
| ------ | --------------------------- | -------------- | -------------- | -------------- | -------------- | -------------- | -------------- |
| 1.     | FC Wacker 1907 Gotha        | 12             | 10             | 2              | 0              | 58:18          | 22:02          |
| 2.     | FC Wacker 1908 Ruhla        | 12             | 7              | 0              | 5              | 28:47          | 14:10          |
| 3.     | FC Germania 1899 Mühlhausen | 12             | 6              | 1              | 5              | 26:08          | 13:11          |
| 4.     | SpVgg im TV 1860 Gotha      | 12             | 5              | 0              | 7              | 24:26          | 10:14          |
| 5.     | BC 1913 Ruhla               | 11             | 4              | 1              | 6              | 19:25          | 09:13          |
| 6.     | SpVgg Eisenach              | 11             | 3              | 2              | 6              | 20:37          | 08:14          |
| 7.     | SV 1901 Gotha               | 12             | 1              | 0              | 11             | 15:29          | 02:22          |
| 8.     | FC Preußen Langensalza      | Teruggetrokken | Teruggetrokken | Teruggetrokken | Teruggetrokken | Teruggetrokken | Teruggetrokken |

Preußen Langensalza trok zich na drie, verloren, wedstrijden terug in november 1915. De uitslagen werden geschrapt. 
|  | Kampioen, geplaatst voor Midden-Duitse eindronde |
|  | Trok zich terug voor volgend seizoen             |